# Green Juice Festival

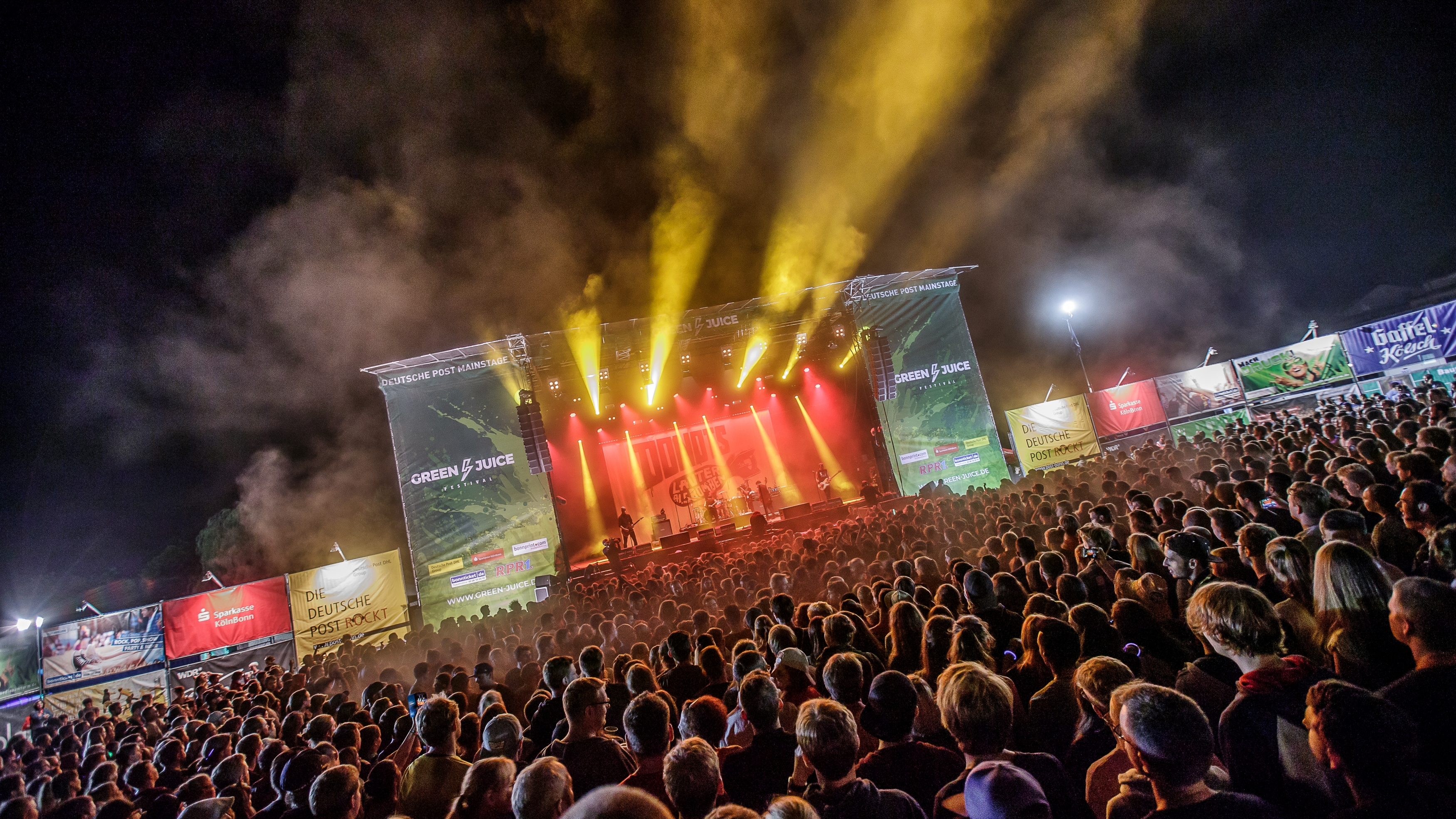
Blick auf die Hauptbühne beim Green Juice Festival 2018

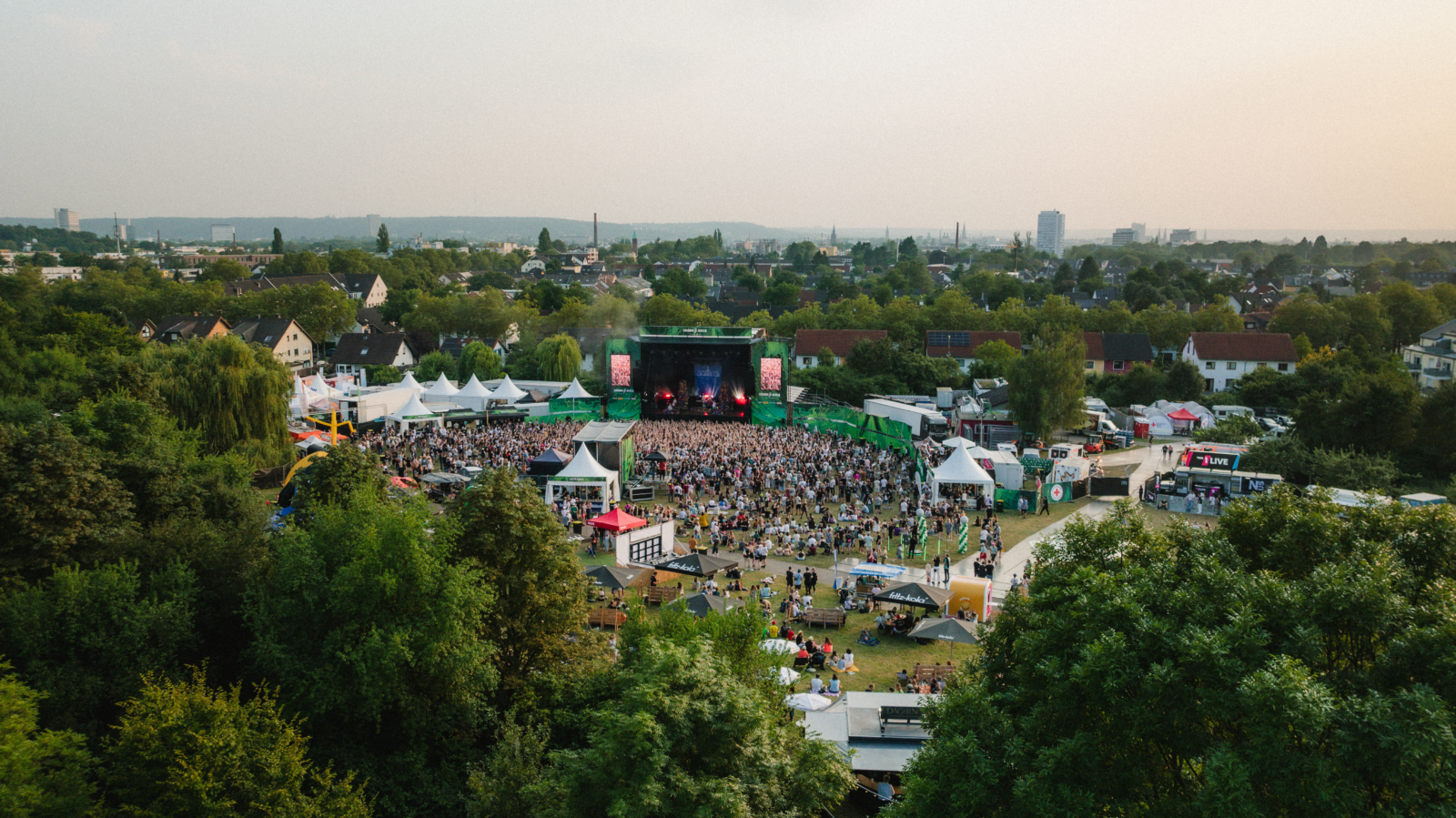
Green Juice Festival 2024

Das Green Juice Festival ist ein Festival, das seit 2008 jährlich im Park Neu-Vilich in Bonn-Beuel stattfindet und gitarrenlastige Musik zwischen Indie- und Punkrock bietet. Auf einer zweiten, kleineren Stage gibt es elektronische Musik.
Das Festival wird von der fünfdrei eventagentur geplant, durchgeführt und nachbereitet.

## Geschichte
Das Green Juice Festival wurde von einer Schülergruppe um die Brüder Julian und Simon Reininger gegründet, die 2008 auf einer Wiese hinter deren Elternhaus ein Konzert mit fünf Newcomer-Bands vor 200 Besuchern veranstalteten. Die Brüder musizierten selber und traten damals auch mit ihrer Band auf. Ziel war es, Newcomern eine Bühne zu bieten und die Bonner Kulturszene zu beleben. Bis heute findet das Green Juice auf der Wiese hinter dem Elternhaus der Gründer statt und hat sich mittlerweile als feste Größe etabliert.
Zum zehnjährigen Jubiläum wurde die Veranstaltung 2017 erstmals auf zwei Festivaltage ausgeweitet.
2018 wurden diverse Auftritte der Künstler vom WDR-Rockpalast aufgezeichnet.
Wegen des Verbots von Großveranstaltungen aufgrund der Coronapandemie musste das Festival im Jahr 2020 und im Jahr 2021 abgesagt bzw. verschoben werden. Stattdessen gab es 2021 ein Green Juice Special im BonnLive Kulturgarten.
Im Jahr 2022 fand das Green Juice Festival vom 28. bis 30. Juli erstmalig an drei Tagen statt und war mit 15.000 Besuchern auch erstmals restlos ausverkauft. Zum Dank für die Treue der Fans hatten die Veranstalter mit dem Donnerstag einen zusätzlichen Festivaltag organisiert, der für die Ticketbesitzer aus den Jahren 2020 und 2021 kostenlos hinzukam. Headliner des Zusatztages waren die Beatsteaks, die zuletzt 20 Jahre zuvor auf einer Bonner Open-Air-Bühne standen.
Im Jahr 2023 fand das Green Juice Festival vom dritten bis zum fünften August erneut dreitägig statt. Knapp 15.000 Besucher haben das Festival besucht. Headliner waren Casper, die Donots, Leoniden und Von Wegen Lisbeth. Mit dabei waren unter anderem auch Schmyt, Bruckner und Ennio.
2024 fand das Festival am 2. und 3. August als zweitägige Veranstaltung statt und wurde insgesamt von circa 12.000 Menschen besucht. Provinz und Bilderbuch waren die Headliner. Auf der 1Live-DJ-Stage gab es spontan einen Auftritt der Blackout Problems.
2025 wurde das Festival erstmals um eine weitere Bühne, die sogenannte Rookie Stage, erweitert, auf der Nachwuchskünstler auftraten. Am Samstag kam es aufgrund einer Gewitterwarnung erstmals in der Geschichte des Festivals zu einer Räumung des gesamten Geländes. Nach anderthalb Stunden konnte das Programm fortgesetzt werden.
2026 ist das Green Juice Festival für den 31. Juli und 01. August angekündigt.

## Künstler (Auswahl)
- 2008: Burning Seasons, Basement, Patented
- 2009: Eternal Tango, Basement, Resultat 0
- 2010: Montreal, At the Farewell Party, Mofa
- 2011: Killerpilze, Hello Bomb, Adolar
- 2012: Bakkushan, 5BUGS, Montreal
- 2013: Blackmail, Herrenmagazin, Tom Beck
- 2014: Itchy Poopzkid, Heisskalt, Radio Havanna
- 2015: Jupiter Jones, Gogets, Rakede, The Slapstickers
- 2016: Donots, The Intersphere, KMPFSPRT
- 2017: Royal Republic, Adam Angst, Madsen
- 2018: Donots, Montreal, Fjørt, 8kids
- 2019: OK Kid, Royal Republic, Sondaschule
- 2022: Beatsteaks, Antilopen Gang, Die Orsons, Leoniden, Provinz
- 2023: Casper, Donots, Leoniden, Von Wegen Lisbeth, Schmyt, Bruckner, nnio
- 2024: Provinz, Bilderbuch, Blond, Kaffkiez, Alli Neumann, Itchy, Heisskalt, Blumengarten
- 2025: Madsen, Leoniden, Grossstadtgeflüster, Das Lumpenpack, Raum27, Betterov, Blackout Problems, Rogers, Esther Graf

## Besucherzahlen
| Jahr          | Datum           | Besucherzahl (ca.) | Bands                              |
| ------------- | --------------- | ------------------ | ---------------------------------- |
| 2008          | 30.08.          | 200                | 5                                  |
| 2009          | 19.09.          | 700                | 5                                  |
| 2010          | 04.09.          | 1.500              | 6                                  |
| 2011          | 03.09.          | 3.400              | 6                                  |
| 2012          | 01.09.          | 4.200              | 6                                  |
| 2013          | 31.08.          | 5.000              | 6                                  |
| 2014          | 23.08           | 6.300              | 7                                  |
| 2015          | 22.08.          | 7.100              | 7                                  |
| 2016          | 20.08.          | 7.200              | 9                                  |
| 2017          | 18.08. – 19.08. | 5.500              | 13                                 |
| 2018          | 17.08. – 18.08. | 9.000              | 13                                 |
| 2019          | 16.08. – 17.08. | 8.500              | 12                                 |
| 2020          | 31.07. – 01.08. | ausgefallen        | ausgefallen                        |
| 2021          | 30.07. – 31.07. | ausgefallen        | ausgefallen                        |
| 2022          | 28.07. – 30.07. | 15.000             | 17                                 |
| 2023          | 03.08. – 05.08. | 15.000             | 18                                 |
| 2024          | 02.08. – 03.08. | 12.000             | 14                                 |
| 2025          | 01.08. – 02.08. | 12.500             | 15 (Main Stage) + 8 (Rookie Stage) |
| Anmerkung: 1. |                 |                    |                                    |